# Enhbatyn Badar-Uugan
Enhbatyn Badar-Uugan (in mongolo Энхбатын Бадар-Ууган; Ulan Bator, 3 giugno 1985) è un pugile mongolo.

## Palmarès
Olimpiadi
- 1 medaglia:
  - 1 oro (pesi gallo a Pechino 2008)

Mondiali dilettanti
- 1 medaglia:
  - 1 argento (pesi gallo a Chicago 2007)

Giochi asiatici
- 1 medaglia:
  - 1 bronzo (pesi gallo a Doha 2006)

Campionati asiatici
- 1 medaglia:
  - 1 oro (pesi gallo a Ulan Bator 2007)